# OMX
OMX – szwedzko-fińska firma zajmująca się finansami, powstała w 2003 z połączenia OM AB i HEX plc.
Posiada dwie dywizje: OMX Exchanges, operującą siedmioma giełdami w północnych i nadbałtyckich krajach, oraz OMX Technology, zajmującą się produkcją systemów do transakcji finansowych używanych przez giełdy zrzeszone w OMX.

## Giełdy wchodzące w skład OMX
- Kopenhaska Giełda Papierów Wartościowych
- Sztokholmska Giełda Papierów Wartościowych
- Helsińska Giełda Papierów Wartościowych
- Giełda Papierów Wartościowych w Tallinnie
- Ryska Giełda Papierów Wartościowych
- Wileńska Giełda Papierów Wartościowych
- Giełda Papierów Wartościowych w Reykjavíku
- Giełda Papierów Wartościowych w Erywaniu
- Giełda Papierów Wartościowych w Oslo